# 음력 4월 3일
음력 4월 3일은 음력 4월의 3번째 날이다.

## 문화
- 1956년 - 대한민국 최초의 TV 방송 대한방송 개국.

## 탄생
- 1901년 - 대한민국의 소설가 김말봉.
- 1955년 - 대한민국의 배우 민경진.
- 1989년 - 대한민국의 가수 레이나(애프터스쿨).
- 2003년 - 대한민국의 배우 서동현.

## 같이 보기
- 음력 360일: 1월 2월 3월 4월 5월 6월 7월 8월 9월 10월 11월 12월
- 전날:4월 2일 다음날:4월 4일 - 전달:3월 3일 다음달:5월 3일
- 양력:4월 3일
- 음력, 윤달